# Serpoechovsko-Timirjazevskaja-lijn
De Serpoechovsko-Timirjazevskaja-lijn (Russisch: Серпуховско-Тимирязевская линия) is een metrolijn van de Metro van Moskou. Deze tweede Noord-Zuid verbinding werd niet eerst gebouwd als twee radialen met als sluitstuk de binnenstad, zoals de lijnen 6,7 en 8, maar is altijd doorlopend berijdbaar geweest. Het eerste deel van de lijn was de Serpoechovski radius naar het zuiden die het tracé volgde dat in 1932 was voorzien als zuidelijke deel van lijn 2. Het deeltraject tussen Serpoechovskaja en Joezjnaja (Zuid) werd geopend in 1983. Het aansluitende traject door de binnenstad werd in 1988 voltooid. Begin jaren 90 volgde de Timirjazevski radius naar het noorden die in 1994 werd voltooid. Vanaf 2000 zijn in het zuiden nog drie stations toegevoegd. Het is de langste metrolijn van Moskou en loopt in Noord-Zuid richting door Moskou. De lijn is een van de drukste van Moskou en wordt beschouwd als voltooid, afgezien van aanpassingen aan de stations zelf. De lijn heeft 25 stations. De totale lengte is 41,5 kilometer.

## Metrostations
| Station                    | Overstappunt                                                | Foto | Geopend          | Nr. |
| -------------------------- | ----------------------------------------------------------- | ---- | ---------------- | --- |
| Altoefjevo                 |                                                             |      | 15 juli 1994     | 129 |
| Bibirevo                   |                                                             |      | 31 december 1992 | 130 |
| Otradnoje                  |                                                             |      | 1 maart 1991     | 131 |
| Vladykino                  |                                                             |      | 1 maart 1991     | 132 |
| Petrovsko-Razoemovskaja    |                                                             |      | 1 maart 1991     | 133 |
| Timirjazevskaja            |                                                             |      | 1 maart 1991     | 134 |
| Dmitrovskaja               |                                                             |      | 1 maart 1991     | 135 |
| Savelovskaja               | BKV vonat symbol                                            |      | 30 december 1988 | 136 |
| Mendelejevskaja            | (Novoslobodskaja)                                           |      | 30 december 1988 | 137 |
| Tsvetnoj Boelvar           | (Troebnaja)                                                 |      | 30 december 1988 | 138 |
| Tsjechovskaja              | (Tverskaja) (Poesjkinskaja)                                 |      | 31 december 1987 | 139 |
| Borovitskaja               | (Biblioteka Imeni Lenina) (Arbatskaja) (Aleksandrovski Sad) |      | 23 januari 1986  | 140 |
| Poljanka                   |                                                             |      | 23 januari 1986  | 141 |
| Serpoechovskaja            | (Dobryninskaja)                                             |      | 4 november 1983  | 142 |
| Toelskaja                  |                                                             |      | 4 november 1983  | 143 |
| Nagatinskaja               |                                                             |      | 4 november 1983  | 144 |
| Nagornaja                  |                                                             |      | 4 november 1983  | 145 |
| Nagimovski Prospekt        |                                                             |      | 4 november 1983  | 146 |
| Sevastopolskaja            | (Kachovskaja)                                               |      | 4 november 1983  | 147 |
| Tsjertanovskaja            |                                                             |      | 4 november 1983  | 148 |
| Joezjnaja                  |                                                             |      | 4 november 1983  | 149 |
| Prazjskaja                 |                                                             |      | 6 november 1985  | 150 |
| Oelitsa Akademika Jangelja |                                                             |      | 31 augustus 2000 | 162 |
| Annino                     |                                                             |      | 12 december 2001 | 163 |
| Boelvar Dmitrija Donskogo  | (Oelitsa Starokatsjalovskaja)                               |      | 26 december 2002 | 164 |

## Metrostellen
De lijn wordt bediend door de Varsjavskoje (№ 8) en Vladykino (№ 14) depots. Sinds 2005 is de lijn een langzame overgang gestart van metrostellen met 7 wagons naar metrostellen met 8 wagons. In november 2005 was de overgang bij Vladykino voltooid en momenteel zijn 43 metrostellen met 8 wagons actief op de lijn. Varsjavskoje begon later en in november 2005 waren 3 van de 38 metrostellen omgezet naar de 8-wagon-variant. De lijn werd vanaf het begin bediend door metrostellen van het standaard Sovjet-type 81-714/717. Na de recentelijke uitbreidingen werd dit uitgebreid met andere typen, waarvan sommige die over waren op andere lijnen. Ook kwmen er nieuwe metrostellen bij van de types 81-714.5/717.5 en 81-714.5M/717.5M. Toen de lichte metrolijn Boetovskaja opende, werd het Varsjavskoje depot gebruikt voor het nieuwe type 81-740/741"Rusich" met 3 wagons (ook bekend als "Skif"). Momenteel zijn van dit laatste type 12 metrostellen in gebruik.